# Vehicle Identification Number
VIN (ang. Vehicle Identification Number) – numer identyfikacyjny pojazdu nadany i umieszczony przez producenta. Przed 1981 nie było zaakceptowanego standardu określającego ten numer i producenci stosowali dla niego różne formaty. Współczesny numer VIN składa się z 17 znaków – cyfr i liter z wyłączeniem liter I, O oraz Q.

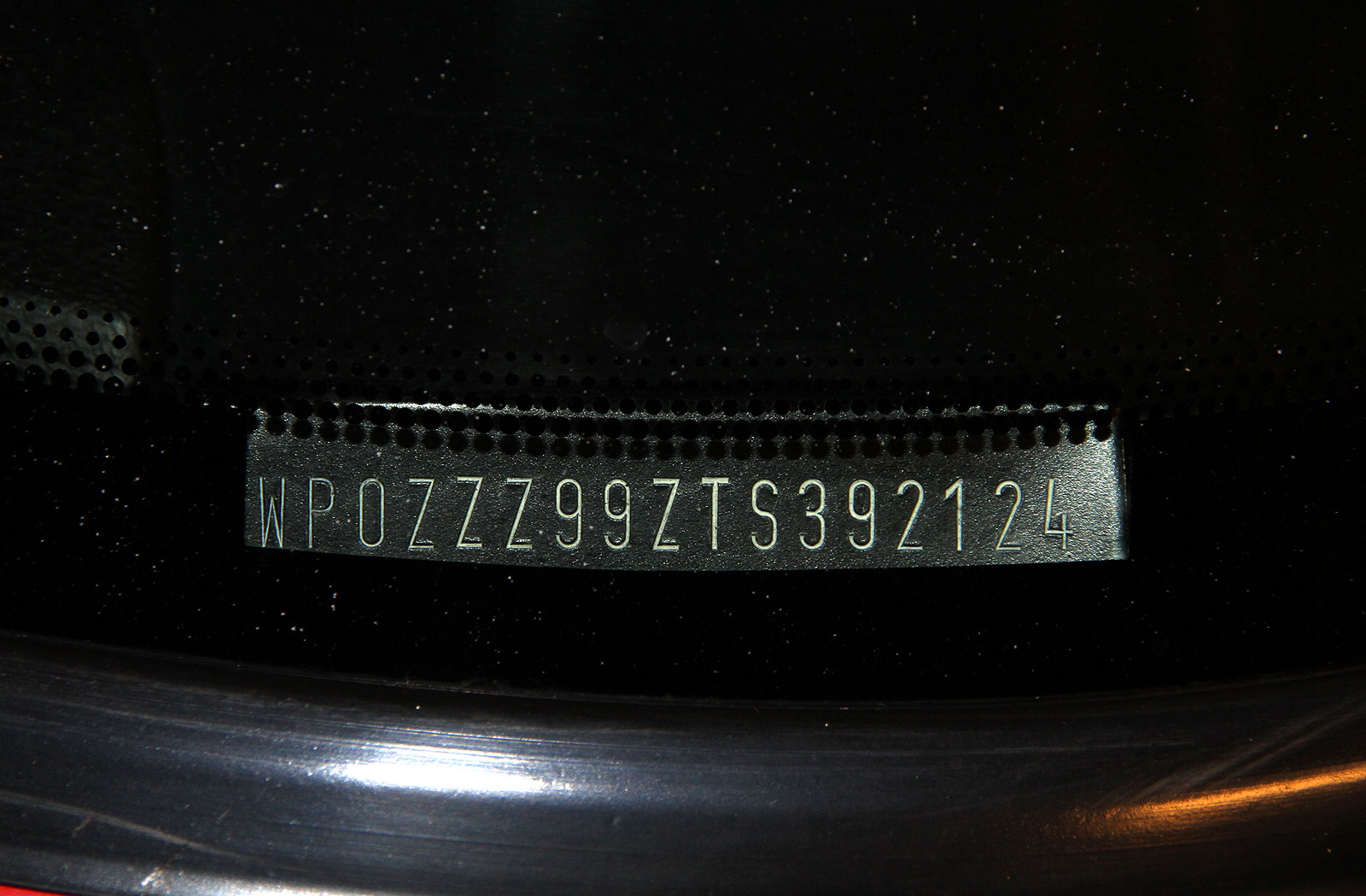
Numer VIN samochodu Porsche 911

Numer VIN można znaleźć w dowodzie rejestracyjnym pojazdu, w rubryce oznaczonej literą E oraz na karoserii poniżej szyby po stronie kierowcy. Numer identyfikacyjny pojazdu w dowodzie rejestracyjnym powinien być taki sam, jak numer znajdujący się na poszczególnych elementach samochodu. Według Rozporządzenia Unii Europejskiej numer VIN umieszcza się po prawej stronie pojazdu.

## Historia numeru VIN
Numer VIN został wprowadzony w życie po raz pierwszy w 1954 r., w USA. Przez początkowe lata funkcjonowania, aż do 1981 r., nie istniał ujednolicony format zapisywania numerów VIN, a różni producenci pojazdów stosowali odmienne formy zapisu informacji. Taki stan rzeczy nie sprawdzał się w obliczu rosnącej liczby pojazdów, w związku z czym postanowiono go uregulować i dostosować nadawanie VIN do globalnych norm ISO. Po jej wprowadzeniu producenci, którzy produkowali pojazdy na rynek USA, bardzo szybko dostosowali się do tego standardu. Agencja normalizacyjna ISO wprowadziła zalecenia używania standardu VIN oraz jego struktury i w Europie sam numer VIN funkcjonował, jednak zestawy informacji w nim zawarte były wprowadzane stopniowo. W przypadku nowych typów pojazdów kategorii M, N i O od 6 lipca 2022 roku obowiązuje  rozporządzenie wykonawcze komisji (UE) 2021/535, zgodnie z którym w numerze identyfikacyjnym pojazdu (VIN) należy zawrzeć cyfrę kontrolną.
Przykładowo Volkswagen zaczął kodować większą liczbę informacji w latach 1995–1997, a cyfrę kontrolną w latach 2009–2015 dla wybranych modeli z grupy.

## Format zapisu VIN
Są dwa sposoby zapisu numeru identyfikacyjnego pojazdu. W Unii Europejskiej jest stosowana norma ISO-3779, wprowadzona w życie w 1981 r., dotyczy zawartości i struktury numeru VIN, natomiast w Ameryce Północnej jest stosowany format bardziej surowy (zawierający cyfrę kontrolną), ale kompatybilny z europejskim. Poprzednie normy ISO dotyczące numeru VIN to ISO 4030 dotyczące umiejscowienia i umocowania numeru VIN oraz ISO 3780, dotyczące globalnego ujednolicenia pierwszej sekcji numeru VIN, czyli WMI.
Numer VIN składa się z następujących sekcji:
| ISO 3779         | WMI                      | WMI                      | WMI                      | VDS           | VDS           | VDS           | VDS           | VDS           | VDS             | VIS           | VIS         | VIS               | VIS               | VIS               | VIS               | VIS               | VIS               |                   |                   |
| Ameryka Północna | Identyfikacja producenta | Identyfikacja producenta | Identyfikacja producenta | Atrybuty typu | Atrybuty typu | Atrybuty typu | Atrybuty typu | Atrybuty typu | Cyfra kontrolna | Rok produkcji | Kod zakładu | Numer egzemplarza | Numer egzemplarza | Numer egzemplarza | Numer egzemplarza | Numer egzemplarza | Numer egzemplarza | Numer egzemplarza | Numer egzemplarza |

## Światowa identyfikacja producenta
WMI (World Manufacturer Identifier) – to pierwsze trzy pozycje numeru VIN, za pomocą których koduje się region i nazwę producenta pojazdu.
Polskim producentom kod WMI nadaje Łukasiewicz-PIMOT
Regiony WMIPierwszy symbol WMI określa region, w którym znajduje się producent. W praktyce każdy jest przypisany krajowi producenta. Zaznaczono najpopularniejsze kraje produkcji.
| WMI | Region             | Uwagi |
| --- | ------------------ | --- |
| A-H | Afryka             | AA-AH = RPA |
| J-R | Azja               | J = Japonia KL-KR = Korea Płd. L = Chiny MA-ME = Indie MF-MK = Indonezja ML-MR = Tajlandia PA-PE = Filipiny PL-PR = Malezja |
| S-Z | Europa             | SA-SM = Zjednoczone Królestwo SN-ST, W = Niemcy SU-SZ = Polska TA-TH = Szwajcaria TJ-TP = Czechy TR-TV = Węgry VA-VE = Austria VF-VR = Francja VS-VW = Hiszpania VX-V2 = Jugosławia XS-XW = ZSRR X3-X0 = Rosja YA-YE = Belgia YF-YK = Finlandia YS-YW = Szwecja ZA-ZR = Włochy |
| 1-5 | Ameryka Północna   | 1, 4, 5 = Stany Zjednoczone 2 = Kanada 3 = Meksyk |
| 6-7 | Oceania            | 6A-6W = Australia 7A-7E = Nowa Zelandia |
| 8-0 | Ameryka Południowa | 8A-8E = Argentyna 8X-82 = Wenezuela 9A-9E, 93-99 = Brazylia 9F-9J = Kolumbia |

Lista WMI niektórych producentówKolejne 2 symbole określają producenta. Najczęściej jest to kod, który SAE przydzieliło oficjalnie krajom i producentom. Tablica może jednak zawierać także symbole nietypowe.
| WMI | Producent                                        |
| --- | ------------------------------------------------ |
| JA  | Isuzu                                            |
| JDA | Daihatsu                                         |
| JF  | Fuji Heavy Industries (Subaru)                   |
| JH  | Honda                                            |
| JK  | Kawasaki (motocykle)                             |
| JM  | Mazda i Mitsubishi                               |
| JN  | Nissan                                           |
| JS  | Suzuki                                           |
| JT  | Toyota                                           |
| JY  | Yamaha (motocykle)                               |
| KL  | Daewoo                                           |
| KMH | Hyundai (prod. koreańska)                        |
| KN  | Kia                                              |
| LC0 | BYD Auto                                         |
| MAL | Hyundai (prod. indyjska)                         |
| NLH | Hyundai (prod. turecka)                          |
| SAL | Land Rover                                       |
| SAJ | Jaguar                                           |
| SAR | MG Rover                                         |
| SCC | Lotus Cars                                       |
| SUA | Autosan                                          |
| SUD | Wielton                                          |
| SUE | BOSMAL                                           |
| SUF | FSM/Fiat Auto Poland                             |
| SUJ | Jelcz                                            |
| SUL | FSC Lublin                                       |
| SUP | FSO                                              |
| SUR | Fabryka Samochodów Rolniczych „Polmo” w Poznaniu |
| SUS | Fabryka Samochodów Ciężarowych „Star”            |
| SUU | Solaris                                          |
| SUZ | Zasław                                           |
| SW9 | Solbus                                           |
| SX9 | SOMMER                                           |
| SZB | PRONAR                                           |
| SZ9 | Epoka                                            |
| SZH | BWW                                              |
| SZR | BORO                                             |
| TMA | Hyundai (prod. czeska)                           |
| TMB | Škoda Auto                                       |
| TRA | Ikarus                                           |
| TRU | Audi                                             |
| U5Y | Hyundai (prod. słowacka)                         |
| VF1 | Renault                                          |
| VF3 | Peugeot                                          |
| VF7 | Citroën                                          |
| VSS | SEAT                                             |
| WAU | Audi                                             |
| WBA | BMW                                              |
| WBS | BMW M                                            |
| WDB | Mercedes-Benz                                    |
| WMA | MAN AG                                           |
| WMW | Mini                                             |
| WP0 | Porsche                                          |
| W0L | Opel                                             |
| WVW | Volkswagen                                       |
| WV1 | Volkswagen Commercial Vehicles                   |
| WV2 | Volkswagen Bus/Van                               |
| YK1 | Saab                                             |
| YS3 | Saab                                             |
| YV1 | Volvo Cars                                       |
| YV2 | Volvo Trucks                                     |
| YV3 | Volvo Buses                                      |
| YV4 | Volvo Cars SUV                                   |
| ZAR | Alfa Romeo                                       |
| ZBB | Bertone                                          |
| ZDF | Ferrari Dino                                     |
| ZFA | Fiat                                             |
| ZFF | Ferrari                                          |
| 1FB | Ford Motor Company                               |
| 1FC | Ford Motor Company                               |
| 1FD | Ford Motor Company                               |
| 1FM | Ford Motor Company                               |
| 1FU | Freightliner                                     |
| 1FV | Freightliner                                     |
| 1F9 | FWD Corp.                                        |
| 1G  | General Motors                                   |
| 1GC | Chevrolet                                        |
| 1GM | Pontiac                                          |
| 1H  | Honda USA                                        |
| 1L  | Lincoln                                          |
| 1M? | Mercury                                          |
| 1M1 | Mack Truck                                       |
| 1M2 | Mack Truck                                       |
| 1M3 | Mack Truck                                       |
| 1M4 | Mack Truck                                       |
| 1N  | Nissan USA                                       |
| 1VW | Volkswagen USA                                   |
| 1YV | Mazda USA                                        |
| 2FB | Ford Motor Company Kanada                        |
| 2FC | Ford Motor Company Kanada                        |
| 2FM | Ford Motor Company Kanada                        |
| 2FT | Ford Motor Company Kanada                        |
| 2FU | Freightliner                                     |
| 2FV | Freightliner                                     |
| 2M  | Mercury                                          |
| 2G  | General Motors Kanada                            |
| 2G1 | Chevrolet Kanada                                 |
| 2G1 | Pontiac Kanada                                   |
| 2HM | Hyundai Kanada                                   |
| 2WK | Western Star                                     |
| 2WL | Western Star                                     |
| 2WM | Western Star                                     |
| 3FE | Ford Motor Company Meksyk                        |
| 3G  | General Motors Meksyk                            |
| 3VW | Volkswagen Meksyk                                |
| 9BW | Volkswagen Brazylia                              |
| 4F  | Mazda USA                                        |
| 4M  | Mercury                                          |
| 4S  | Subaru-Isuzu Automotive                          |
| 4US | BMW USA                                          |
| VT  | Yamaha (motocykle)                               |
| 4V1 | Volvo                                            |
| 4V2 | Volvo                                            |
| 4V3 | Volvo                                            |
| 4V4 | Volvo                                            |
| 4V5 | Volvo                                            |
| 4V6 | Volvo                                            |
| 4VL | Volvo                                            |
| 4VM | Volvo                                            |
| 4VZ | Volvo                                            |
| 5L  | Lincoln                                          |
| 5YJ | TESLA                                            |
| 6F  | Ford Motor Company Australia                     |
| 6G1 | General Motors-Holden po Nov 2002                |
| 6H8 | General Motors-Holden przed Nov 2002             |
| 6MM | Mitsubishi Motors Australia                      |
| 6T1 | Toyota Australia                                 |

## Sekcja określająca typ
VDS (Vehicle Descriptor Section) to znaki na pozycjach od 4 do 9. Określają one typ pojazdu. Są używane zgodnie z lokalnymi regulacjami prawnymi do identyfikacji typu pojazdu i mogą zawierać informacje o konstrukcji i rodzaju nadwozia. Każdy producent ma własny system wykorzystywania tego pola.
Cyfra kontrolna (Ameryka Północna)Element znajdujący się na 9 pozycji pełni rolę cyfry kontrolnej VIN pojazdów z Ameryki Północnej. Od dnia 6 lipca 2022 r., weszło w życie rozporządzenie wykonawcze Komisji (UE) 2021/535 z dnia 31 marca 2021 r. Zasada uchylająca rozporządzenie UE nr. 19/2011 ustala m.in. nowe parametry techniczne tabliczki znamionowej producenta oraz numeru identyfikacyjnego pojazdu (VIN).

## Numer własny egzemplarza
VIS (Vehicle Identifier Section) to znaki na pozycjach od 10 do 17. Są one wykorzystywane do nadania unikatowego numeru konkretnego egzemplarza pojazdu. VIS jest wykorzystywany przez producenta w przypadku reklamacji. Zawiera informacje o zainstalowanych opcjach wykonania, silniku, rodzaju napędu; często jest jednak po prostu numerem porządkowym nadawanym automatycznie kolejnym wychodzącym z produkcji pojazdom. Ostatnie cztery znaki stanowią zawsze cyfry.
Rok produkcji w Ameryce Północnejznak na pozycji 10 jest w Ameryce Północnej wykorzystywany do kodowania roku produkcji.
Kod zakładu producentaznak na pozycji 11 jest w Ameryce Północnej wykorzystywany do kodowania zakładu producenta. Każdy producent ma własny system oznaczeń, jednak jego położenie w kodzie VIN jest ustalone.

## Kod roku modelowego
Jest to kod, który zależnie od zwyczajów producenta określa rok produkcji pojazdu lub rok wprowadzenia na rynek typu lub modelu pojazdu. Rok 1980 jest kodowany jako „A” i następne lata odpowiednimi kolejnymi literami aż do roku 2000, któremu odpowiada litera „Y”. Lata od 2001 do 2009 są kodowane cyframi od 1 do 9.
Zgodnie z normą ISO, w kodzie roku nie mogą występować litery I, O oraz Q, ponadto zwyczajowo nie stosuje się liter U i Z oraz cyfry 0. Wynika to z faktu, że te litery i cyfry jest łatwo z sobą pomylić.
Przykładowa tabelka:
| Kod | Rok  |
| --- | ---- |
| A   | 1980 |
| B   | 1981 |
| C   | 1982 |
| D   | 1983 |
| E   | 1984 |
| F   | 1985 |
| G   | 1986 |
| H   | 1987 |
| J   | 1988 |
| K   | 1989 |

| Kod | Rok  |
| --- | ---- |
| L   | 1990 |
| M   | 1991 |
| N   | 1992 |
| P   | 1993 |
| R   | 1994 |
| S   | 1995 |
| T   | 1996 |
| V   | 1997 |
| W   | 1998 |
| X   | 1999 |

| Kod | Rok  |
| --- | ---- |
| Y   | 2000 |
| 1   | 2001 |
| 2   | 2002 |
| 3   | 2003 |
| 4   | 2004 |
| 5   | 2005 |
| 6   | 2006 |
| 7   | 2007 |
| 8   | 2008 |
| 9   | 2009 |

| Kod | Rok  |
| --- | ---- |
| A   | 2010 |
| B   | 2011 |
| C   | 2012 |
| D   | 2013 |
| E   | 2014 |
| F   | 2015 |
| G   | 2016 |
| H   | 2017 |
| J   | 2018 |
| K   | 2019 |

| Kod | Rok  |
| --- | ---- |
| L   | 2020 |
| M   | 2021 |
| N   | 2022 |
| P   | 2023 |
| R   | 2024 |
| S   | 2025 |
| T   | 2026 |
| V   | 2027 |
| W   | 2028 |
| X   | 2029 |

| Kod | Rok  |
| --- | ---- |
| Y   | 2030 |
| 1   | 2031 |
| 2   | 2032 |
| 3   | 2033 |
| 4   | 2034 |
| 5   | 2035 |
| 6   | 2036 |
| 7   | 2037 |
| 8   | 2038 |
| 9   | 2039 |

## Obliczenie cyfry kontrolnej
UWAGA: Poniższe reguły nie są stosowane przez producentów europejskich za wyjątkiem pojazdów eksportowanych do USA.
1. Należy znaleźć wartość liczbową odpowiadającą kolejnym, licząc od lewej, znakom VIN. Litery I, O oraz Q nie są dozwolone, ich obecność świadczy o błędzie. Cyfry przyjmują swoją wartość liczbową. Odpowiednie zamiany litery na cyfrę podaje tabela.
| A: 1 | B: 2 | C: 3 | D: 4 | E: 5 | F: 6 | G: 7 | H: 8 | –    |
| J: 1 | K: 2 | L: 3 | M: 4 | N: 5 | –    | P: 7 | –    | R: 9 |
| –    | S: 2 | T: 3 | U: 4 | V: 5 | W: 6 | X: 7 | Y: 8 | Z: 9 |

2. Każdej pozycji znaku VIN (oprócz 9 – cyfra kontrolna) jest przypisana podana w tabeli waga.
| 1.: ×8  | 2.: ×7  | 3.: ×6  | 4.: ×5  | 5.: ×4  | 6.: ×3  | 7.: ×2  | 8.: ×10 | 9.: Cyfra kontrolna | 10.: ×9 |
| 11.: ×8 | 12.: ×7 | 13.: ×6 | 14.: ×5 | 15.: ×4 | 16.: ×3 | 17.: ×2 | —       |                     |         |

3. Należy pomnożyć odpowiadające literom i cyfrom wartości przez odpowiadające ich pozycji wagi i zsumować otrzymane iloczyny. Otrzymaną sumę należy podzielić przez 11, reszta dzielenia jest cyfrą kontrolną. Jeśli reszta wynosi 10 cyfrą kontrolną jest litera „X” (rzymska cyfra 10).
Przykład
Weźmy hipotetyczny VIN 1M8GDM9A_KP042788, w którym podkreślenie odpowiada miejscu cyfry kontrolnej.
```
   Pozycja: 1.  2.  3.  4.  5.  6.  7.  8.  9. 10. 11. 12. 13. 14. 15. 16. 17.
       VIN: 1   M   8   G   D   M   9   A   _   K   P   0   4   2   7   8   8
   Wartość: 1   4   8   7   4   4   9   1   0   2   7   0   4   2   7   8   8
      Waga: 8   7   6   5   4   3   2  10   0   9   8   7   6   5   4   3   2
   Iloczyn: 8  28  48  35  16  12  18  10   0  18  56   0  24  10  28  24  16

```

Suma wszystkich 16 iloczynów wynosi 351. Po podzieleniu przez 11 otrzymujemy resztę 10, a więc cyfrą kontrolną jest „X” i kompletny VIN ma postać 1M8GDM9AXKP042788.

## Kody źródłowe obliczania cyfry kontrolnej
Kod źródłowy w Perlu
```
sub
 
calcVINcheckdigit
 
{

  
my
 
%lettervalue
 
=
 
(
A
 
=>
 
1
,
 
B
 
=>
 
2
,
 
C
 
=>
 
3
,
 
D
 
=>
 
4
,

                     
E
 
=>
 
5
,
 
F
 
=>
 
6
,
 
G
 
=>
 
7
,
 
H
 
=>
 
8
,

                     
J
 
=>
 
1
,
 
K
 
=>
 
2
,
 
L
 
=>
 
3
,
 
M
 
=>
 
4
,

                     
N
 
=>
 
5
,
 
P
 
=>
 
7
,
 
R
 
=>
 
9
,
 
S
 
=>
 
2
,

                     
T
 
=>
 
3
,
 
U
 
=>
 
4
,
 
V
 
=>
 
5
,
 
W
 
=>
 
6
,

                     
X
 
=>
 
7
,
 
Y
 
=>
 
8
,
 
Z
 
=>
 
9
,
 
1
 
=>
 
1
,

                     
2
 
=>
 
2
,
 
3
 
=>
 
3
,
 
4
 
=>
 
4
,
 
5
 
=>
 
5
,

                     
6
 
=>
 
6
,
 
7
 
=>
 
7
,
 
8
 
=>
 
8
,
 
9
 
=>
 
9
,
 
0
 
=>
 
0
);

  
my
 
@positionweight
 
=
 
(
8
,
 
7
,
 
6
,
 
5
,
 
4
,
 
3
,
 
2
,
 
10
,

                        
0
,
 
9
,
 
8
,
 
7
,
 
6
,
 
5
,
 
4
,
 
3
,
 
2
);

  
my
 
@vinchar
 
=
 
split
(
//
,
 
$_
[
0
]);

  
my
 
$total
 
=
 
0
;

  
foreach
 
my
 
$ctr
 
(
0
..
16
)
 
{

    
$total
 
+=
 
$lettervalue
{
$vinchar
[
$ctr
]}
 
*
 
$positionweight
[
$ctr
];

  
}

  
return
 
((
$total
 
%
 
11
)
 
==
 
10
)
 
?
 
"X"
 
:
 
(
$total
 
%
 
11
);

}

```

Kod źródłowy w PHP
```
function
 
calcVINcheckdigit
(
$vin
){

  
//Uppercase to avoid errors

  
$vin
 
=
 
strtoupper
(
$vin
);

  
//$cv is the "converted value" of any digit

  
$cv
 
=
 
array
(
'A'
=>
1
,
'B'
=>
2
,
'C'
=>
3
,
'D'
=>
4
,
'E'
=>
5
,
'F'
=>
6
,
'G'
=>
7
,
'H'
=>
8
,
'J'
=>
1
,

              
'K'
=>
2
,
'L'
=>
3
,
'M'
=>
4
,
'N'
=>
5
,
'P'
=>
7
,
'R'
=>
9
,
'S'
=>
2
,
'T'
=>
3
,
'U'
=>
4
,

              
'V'
=>
5
,
'W'
=>
6
,
'X'
=>
7
,
'Y'
=>
8
,
'Z'
=>
9
,
'0'
=>
0
,
'1'
=>
1
,
'2'
=>
2
,
'3'
=>
3
,

              
'4'
=>
4
,
'5'
=>
5
,
'6'
=>
6
,
'7'
=>
7
,
'8'
=>
8
,
'9'
=>
9
);

  
//$multiplier is the number to multiply each digit by.

  
$multiplier
 
=
 
array
(
8
,
7
,
6
,
5
,
4
,
3
,
2
,
10
,
0
,
9
,
8
,
7
,
6
,
5
,
4
,
3
,
2
);

  
$total
 
=
 
0
;

  
for
 
(
$i
=
0
;
 
$i
<
17
;
 
++
$i
)
 
{

    
$total
 
+=
 
$cv
[
$vin
[
$i
]]
 
*
 
$multiplier
[
$i
];

  
}

  
//The idea is to get the remainder of $total/11

  
//The remainder can be 0-10.  0-9 are their digits, and 10=X

  
return
 
(
$total
%
11
 
==
 
10
)
?
 
'X'
:
(
$total
%
11
);

}

```

Kod źródłowy w Ruby
```
# assumes that the vin string has already been validated to prevent

# the submission of case-insensitive letters I, O and Q. Otherwise

# nil errors will be thrown when searching the letter_value hash.

def
 
is_checkdigit_valid

    
# find the numerical value associated with each letter in the VIN.

    
# (I, O and Q are not allowed.) Digits use their own values.

    
letter_value
 
=
 
{
'A'
 
=>
 
1
,
 
'B'
 
=>
 
2
,
 
'C'
 
=>
 
3
,
 
'D'
 
=>
 
4
,

                    
'E'
 
=>
 
5
,
 
'F'
 
=>
 
6
,
 
'G'
 
=>
 
7
,
 
'H'
 
=>
 
8
,

                    
'J'
 
=>
 
1
,
 
'K'
 
=>
 
2
,
 
'L'
 
=>
 
3
,
 
'M'
 
=>
 
4
,

                    
'N'
 
=>
 
5
,
 
'P'
 
=>
 
7
,
 
'R'
 
=>
 
9
,
 
'S'
 
=>
 
2
,

                    
'T'
 
=>
 
3
,
 
'U'
 
=>
 
4
,
 
'V'
 
=>
 
5
,
 
'W'
 
=>
 
6
,

                    
'X'
 
=>
 
7
,
 
'Y'
 
=>
 
8
,
 
'Z'
 
=>
 
9
,
 
'1'
 
=>
 
1
,

                    
'2'
 
=>
 
2
,
 
'3'
 
=>
 
3
,
 
'4'
 
=>
 
4
,
 
'5'
 
=>
 
5
,

                    
'6'
 
=>
 
6
,
 
'7'
 
=>
 
7
,
 
'8'
 
=>
 
8
,
 
'9'
 
=>
 
9
,
 
'0'
 
=>
 
0
}

    
position_weight
 
=
 
[
8
,
 
7
,
 
6
,
 
5
,
 
4
,
 
3
,
 
2
,
 
10
,

                       
0
,
 
9
,
 
8
,
 
7
,
 
6
,
 
5
,
 
4
,
 
3
,
 
2
]

    
#uppercase to prevent nil errors when searching the hash

    
vehicle_identification_number
 
=
 
vehicle_identification_number
.
upcase

    
vin_chars
 
=
 
vehicle_identification_number
.
split
(
''
)

    
total
 
=
 
0

    
for
 
i
 
in
 
0
...
17

      
total
 
+=
 
letter_value
[
vin_chars
[
i
]]
 
*
 
position_weight
[
i
]

    
end

    
check_digit
 
=
 
((
total
 
%
 
11
)
 
==
 
10
)
 
?
 
'X'
 
:
 
(
total
 
%
 
11
)

    
vin_chars
[
8
]
 
==
 
check_digit

end

```

Kod źródłowy w VB
```
    
Public
 
Function
 
VIN
(
vin1to8
 
As
 
String
,

                        
vin10to17
 
As
 
String

                        
)
 
As
 
String

        
' Funkcja zwracająca pełny VIN z cyfrą kontrolną po podaniu pierwszych 8 i ostatnich 8 liter numeru

        
'

        
Dim
 
iloczyn
 
=
 
0

        
Dim
 
i
 
As
 
Integer

        
Dim
 
cyfra_Kontrolna
 
As
 
Char

        
If
 
vin1to8
.
Count
 
<>
 
8
 
Then
 
Return
 
""

        
If
 
vin10to17
.
Count
 
<>
 
8
 
Then
 
Return
 
""

        
Dim
 
lettervalue
 
As
 
New
 
Dictionary
(
Of
 
Char
,
 
Integer
)
 
From
 
{

        
{
"A"c
,
 
1
},
 
{
"B"c
,
 
2
},
 
{
"C"c
,
 
3
},
 
{
"D"c
,
 
4
},

        
{
"E"c
,
 
5
},
 
{
"F"c
,
 
6
},
 
{
"G"c
,
 
7
},
 
{
"H"c
,
 
8
},

        
{
"J"c
,
 
1
},
 
{
"K"c
,
 
2
},
 
{
"L"c
,
 
3
},
 
{
"M"c
,
 
4
},

        
{
"N"c
,
 
5
},
 
{
"P"c
,
 
7
},
 
{
"R"c
,
 
9
},
 
{
"S"c
,
 
2
},

        
{
"T"c
,
 
3
},
 
{
"U"c
,
 
4
},
 
{
"V"c
,
 
5
},
 
{
"W"c
,
 
6
},

        
{
"X"c
,
 
7
},
 
{
"Y"c
,
 
8
},
 
{
"Z"c
,
 
9
},
 
{
"1"c
,
 
1
},

        
{
"2"c
,
 
2
},
 
{
"3"c
,
 
3
},
 
{
"4"c
,
 
4
},
 
{
"5"c
,
 
5
},

        
{
"6"c
,
 
6
},
 
{
"7"c
,
 
7
},
 
{
"8"c
,
 
8
},
 
{
"9"c
,
 
9
},
 
{
"0"c
,
 
0
}

        
}

        
Dim
 
positionweight
 
As
 
New
 
Dictionary
(
Of
 
Integer
,
 
Integer
)
 
From
 
{

          
{
1
,
8
},
 
{
2
,
7
},
 
{
3
,
6
},
 
{
4
,
5
},
 
{
5
,
4
},
 
{
6
,
3
},
 
{
7
,
2
},
 
{
8
,
10
},
 
{
9
,
0
},
 
{
10
,
9
},
 
{
11
,
8
},
 
{
12
,
7
},
 
{
13
,
6
},
 
{
14
,
5
},
 
{
15
,
4
},
 
{
16
,
3
},
 
{
17
,
2
}

        
}

        
i
 
=
 
1

        
For
 
Each
 
litera
 
As
 
Char
 
In
 
vin1to8

            
iloczyn
 
+=
 
lettervalue
(
UCase
(
litera
))
 
*
 
positionweight
(
i
)

            
i
 
+=
 
1

        
Next

        
i
 
=
 
10

        
For
 
Each
 
litera
 
As
 
Char
 
In
 
vin10to17

            
iloczyn
 
+=
 
lettervalue
(
UCase
(
litera
))
 
*
 
positionweight
(
i
)

            
i
 
+=
 
1

        
Next

        
iloczyn
 
=
 
iloczyn
 
Mod
 
11

        
Select
 
Case
 
iloczyn

            
Case
 
0
 
:
 
cyfra_Kontrolna
 
=
 
"0"c

            
Case
 
1
 
:
 
cyfra_Kontrolna
 
=
 
"1"c

            
Case
 
2
 
:
 
cyfra_Kontrolna
 
=
 
"2"c

            
Case
 
3
 
:
 
cyfra_Kontrolna
 
=
 
"3"c

            
Case
 
4
 
:
 
cyfra_Kontrolna
 
=
 
"4"c

            
Case
 
5
 
:
 
cyfra_Kontrolna
 
=
 
"5"c

            
Case
 
6
 
:
 
cyfra_Kontrolna
 
=
 
"6"c

            
Case
 
7
 
:
 
cyfra_Kontrolna
 
=
 
"7"c

            
Case
 
8
 
:
 
cyfra_Kontrolna
 
=
 
"8"c

            
Case
 
9
 
:
 
cyfra_Kontrolna
 
=
 
"9"c

            
Case
 
10
 
:
 
cyfra_Kontrolna
 
=
 
"X"c

            
Case
 
Else
 
:
 
Return
 
""

        
End
 
Select

        
Return
 
vin1to8
 
&
 
cyfra_Kontrolna
 
&
 
vin10to17

    
End
 
Function

```

Kod źródłowy w JavieTa implementacja nie wykorzystuje tablicy haszującej (mieszającej).
```
public
 
class
 
Vin
 
{

    
private
 
static
 
final
 
int
 
VIN_LENGTH
 
=
 
17
;

    
private
 
static
 
final
 
int
[]
 
weights
 
=
 
{
8
,
 
7
,
 
6
,
 
5
,
 
4
,
 
3
,
 
2
,
 
10
,
 
0
,
 
9
,
 
8
,
 
7
,
 
6
,
 
5
,
 
4
,
 
3
,
 
2
};

    
public
 
final
 
String
 
number
;

    
public
 
final
 
char
 
checksum
;

    
Vin
(
final
 
String
 
number
)
 
{

        
this
.
number
 
=
 
number
.
trim
().
toUpperCase
();

        
this
.
checksum
 
=
 
this
.
calcChecksum
();

    
}

    
public
 
boolean
 
isChecksumValid
()
 
{

        
return
 
this
.
number
.
charAt
(
8
)
 
==
 
this
.
checksum
;

    
}

    
private
 
final
 
char
 
calcChecksum
()
 
{

        
int
 
crc
 
=
 
0
;

        
for
 
(
int
 
i
 
=
 
0
;
 
i
 
<
 
VIN_LENGTH
;
 
i
++
)
 
{

            
crc
 
+=
 
weights
[
i
]
 
*
 
this
.
resolveCharacterValue
(
this
.
number
.
charAt
(
i
));

        
}

        
return
 
(
crc
 
%=
 
11
)
 
==
 
10
 
?
 
'X'
 
:
 
Character
.
forDigit
(
crc
,
 
10
);

    
}

    
private
 
final
 
int
 
resolveCharacterValue
(
final
 
int
 
c
)
 
{

        
return
 
c
 
<=
 
'9'
 
?
 
c
 
-
 
'0'
 
:
 
((
c
 
>=
 
'S'
 
?
 
c
 
+
 
1
 
:
 
c
)
 
-
 
'A'
)
 
%
 
9
 
+
 
1
;

    
}

}

```

## Dekoder VIN
Jest to aplikacja internetowa, której algorytm pozwala rozkodować informacje zawarte w numerze VIN pojazdu. W zależności od jakości stworzonego algorytmu, a także źródeł danych, dekodery mogą zwracać różną ilość informacji na temat sprawdzanego pojazdu. Różnić się może również sposób ich prezentacji. Najczęściej dostępne są one jednak w formie płatnego raportu historii pojazdu, dostępnego online bądź w formie pliku PDF.
Na podstawie numeru VIN można również uzyskać informacje o wyposażeniu fabrycznym, specyfikacji technicznej pojazdu, przebiegu, historii serwisowej czy ewentualnych szkodach komunikacyjnych. Usługi tego typu oferują zarówno komercyjne serwisy, jak i podmioty publiczne.
Obecnie w polskim internecie dostępnych jest kilka dekoderów VIN, za pomocą których można odpłatnie wykonać sprawdzenie VIN,
jak i bezpłatnie.
Dodatkowo swój dekoder uruchomiła Centralna Ewidencja Pojazdów i Kierowców (CEPiK). Wymaga on jednak podania, oprócz numeru VIN, również numeru rejestracyjnego oraz daty pierwszej rejestracji.